# Discovery (ônibus espacial)
Discovery é o terceiro dos cinco orbitadores que constituíram o programa de ônibus espaciais da NASA. Os dois primeiros foram o Columbia e o Challenger, respectivamente. Sua primeira missão foi a STS-41-D, que aconteceu entre os dias 30 de agosto e 5 de setembro de 1984. Foi ao espaço 39 vezes ao longo de 27 anos em serviço, tornando-se assim o ônibus espacial que mais realizou missões. Após as tragédias com o Challenger e o Columbia, o Discovery passou a ser o ônibus espacial mais antigo em funcionamento.
O Discovery também acoplou-se uma vez à estação espacial russa Mir e 13 vezes à Estação Espacial Internacional. Com sua grande quantidade de voos espaciais, o Discovery pôs no espaço um total de 31 satélites, incluindo o Telescópio Hubble, e durante sua missão STS-95 levou ao espaço o astronauta John Glenn, o primeiro norte-americano a orbitar a Terra a bordo da Friendship 7 e o astronauta mais velho a voar em um ônibus espacial. Fez seu último pouso em 9 de março de 2011 e atualmente encontra-se em exposição no Steven F. Udvar-Hazy Center em Chantilly, Virginia.

## História

### Nome

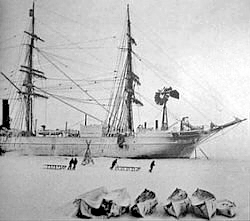
O RRS Discovery na Antártida.

Segundo a NASA, o nome Discovery foi escolhido em referência aos navios usados nas missões do britânico James Cook e do navegador Henry Hudson. Henry Hudson, um explorador inglês, descobriu o Estreito de Hudson, a Baía de Hudson e o Rio Hudson, enquanto  James Cook foi o explorador, navegador e cartógrafo britânico responsável pela descoberta da Austrália e do Havaí, bem como a primeira circum-navegação registrada da Nova Zelândia.
O HMS Discovery foi um dos navios comandados pelo capitão James Cook durante suas viagens pelo Pacífico Sul durante a década de 1770, enquanto o Discovery de Henry Hudson foi usado entre 1610 a 1611 para explorar a Baía de Hudson e pesquisar a Passagem do Noroeste. Ambos emprestam seu nome ao ônibus espacial. Outros navios também tinham o nome Discovery, incluindo o HMS Discovery, usado na Expedição Ártica Britânica que aconteceu entre 1875 a 1876 com o objetivo de chegar ao polo norte; e o RRS Discovery, que participou da Expedição Discovery entre 1901 a 1904 para a Antártida.

### Missões

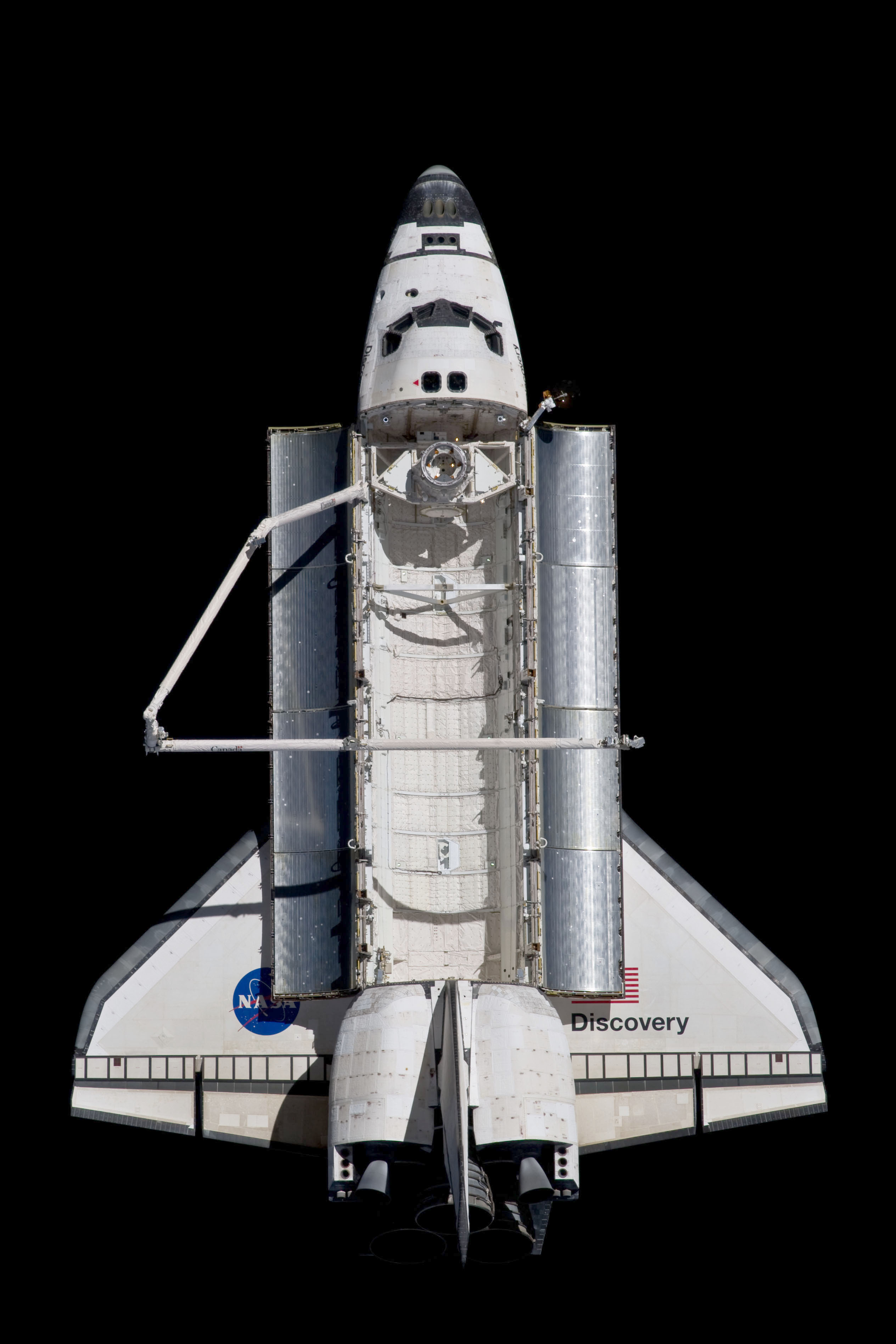
O Discovery durante a STS-133.

Com a sua última missão, a STS-133, o Discovery voou mais de 238 milhões de quilômetros em 39 missões, completou 5 830 órbitas e passou 365 dias em órbita com mais de 27 anos de missões. O Discovery voou mais voos do que qualquer outro ônibus espacial, sendo quatro voos apenas no ano de 1985. O Discovery também foi o responsável por retomar os voos de ônibus espaciais após os dois acidentes mais conhecidos de toda a exploração espacial. Primeiramente, em 1988, na STS-26, dois anos após o trágico acidente do ônibus espacial Challenger. E posteriormente, em 2005, na STS-114, também dois anos após o acidente do ônibus espacial Columbia. Durante essa missão, o Discovery sofreu os mesmos problemas que levaram à destruição do Columbia, mas os defeitos foram reparados ali mesmo em órbita.
O ônibus espacial Discovery iniciou suas atividades com a missão STS-41-D, responsável por colocar em órbita três satélites de comunicação no ano de 1984. Em 1990, o Discovery levou ao espaço o telescópio espacial Hubble na STS-31. Com diferentes defeitos no Hubble nos anos seguintes, foram necessárias cinco missões de serviço para repará-lo. A primeira missão foi a STS-61 (1993); a segunda e a terceira foram as missões STS-82 e STS-103, estas realizadas pelo Discovery em 1997 e 1999, respectivamente; a quarta foi a STS-109 (2002) e a quinta e última foi a STS-125 (2009).
No ano de 1994, Sergei Krikalev se tornou o primeiro cosmonauta a voar a bordo de um ônibus espacial, por meio do Discovery, como integrante da tripulação da STS-60. Já no ano de 1998, na STS-95, o ônibus Discovery levou ao espaço o astronauta John Glenn, que havia sido o primeiro norte-americano a orbitar a Terra a bordo da Friendship 7 no ano de 1962. Nessa missão com o Discovery, John Glenn se tornou a pessoa mais velha a voar ao espaço aos seus 77 anos. A STS-133 foi a última missão do Discovery, que tinha objetivo de atracar à Estação Espacial Internacional para continuar sua construção.

### Atualizações e funcionalidades

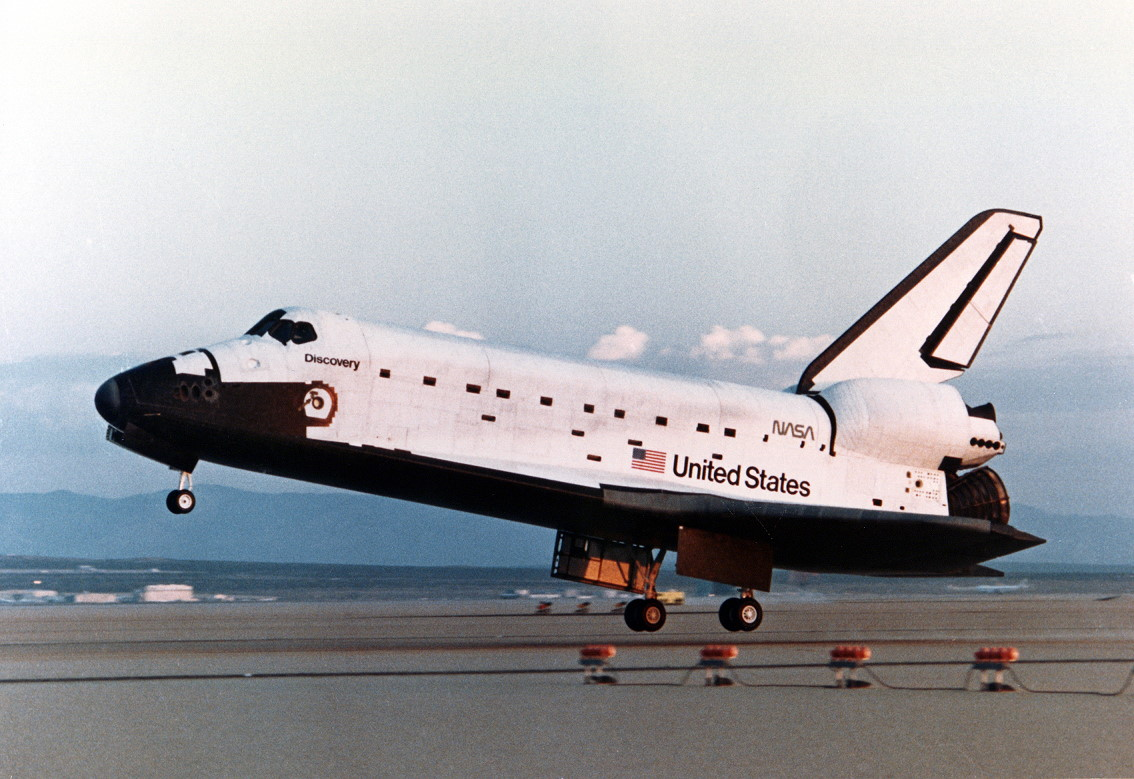
O Discovery aterrissando no final da STS-41-D.

O Discovery pesava 3 120 kg a menos do que o seu antecessor, o Columbia, quando foi colocado em serviço, o que foi possível devido a possíveis otimizações observadas ao longo da construção e dos testes dos ônibus Enterprise, Challenger e Columbia. Parte dessas melhorias incluiu um maior uso de cobertores acolchoados AFRSI, em vez de azulejos brancos LRSI na fuselagem, e o uso de epóxi de grafite em vez de alumínio para as portas do compartimento de carga e alguns dos apoios das asas e vigas.
Após a sua entrega ao Centro Espacial Kennedy, em 1983, o Discovery e Challenger foram adaptados para acomodar o Centaur-G, um impulsionador de combustível líquido que havia sido planejado para entrar em operação em 1986. Seu funcionamento, no entanto, foi cancelado em consequência do acidente do Challenger.
No final de 1995, o orbitador passou um período de nove meses no Orbiter Maintenance Down Period (OMDP) em Palmdale, Califórnia. Lá, o Discovery foi equipado com um quinto conjunto de tanques criogênicos e uma câmara externa para apoio nas missões à Estação Espacial Internacional. Como aconteceu com todos os ônibus, o Discovery passou por uma adaptação que permitiu ser anexado a uma aeronave específica para poder ser transportado, o que aconteceu em 1996, quando ele voltou para o Centro Espacial Kennedy, e mais tarde, em abril de 2012, quando ele foi enviado para o Centro Udvar-Hazy, instalado sobre os piggy-back dos Boeings 747 modificados da NASA.
Depois da STS-105, o Discovery se tornou o primeiro da frota de ônibus a ser submetido a um período no Orbiter Major Modification (OMM) no Centro Espacial Kennedy para que vários de seus componentes pudessem ser modernizados, o que incluiu atualizações regulares e modificações adicionais de segurança. Esse período iniciou-se em setembro de 2002 e foi concluído em 2003, mas devido ao desastre do Columbia, que fez com que o programa de ônibus espaciais fosse paralisado por dois anos, o Discovery só voltou a voar em 2005. O Discovery era 2,7 kg mais pesado do que o Atlantis e 165 kg mais pesado do que o Endeavour.

### Descomissionamento

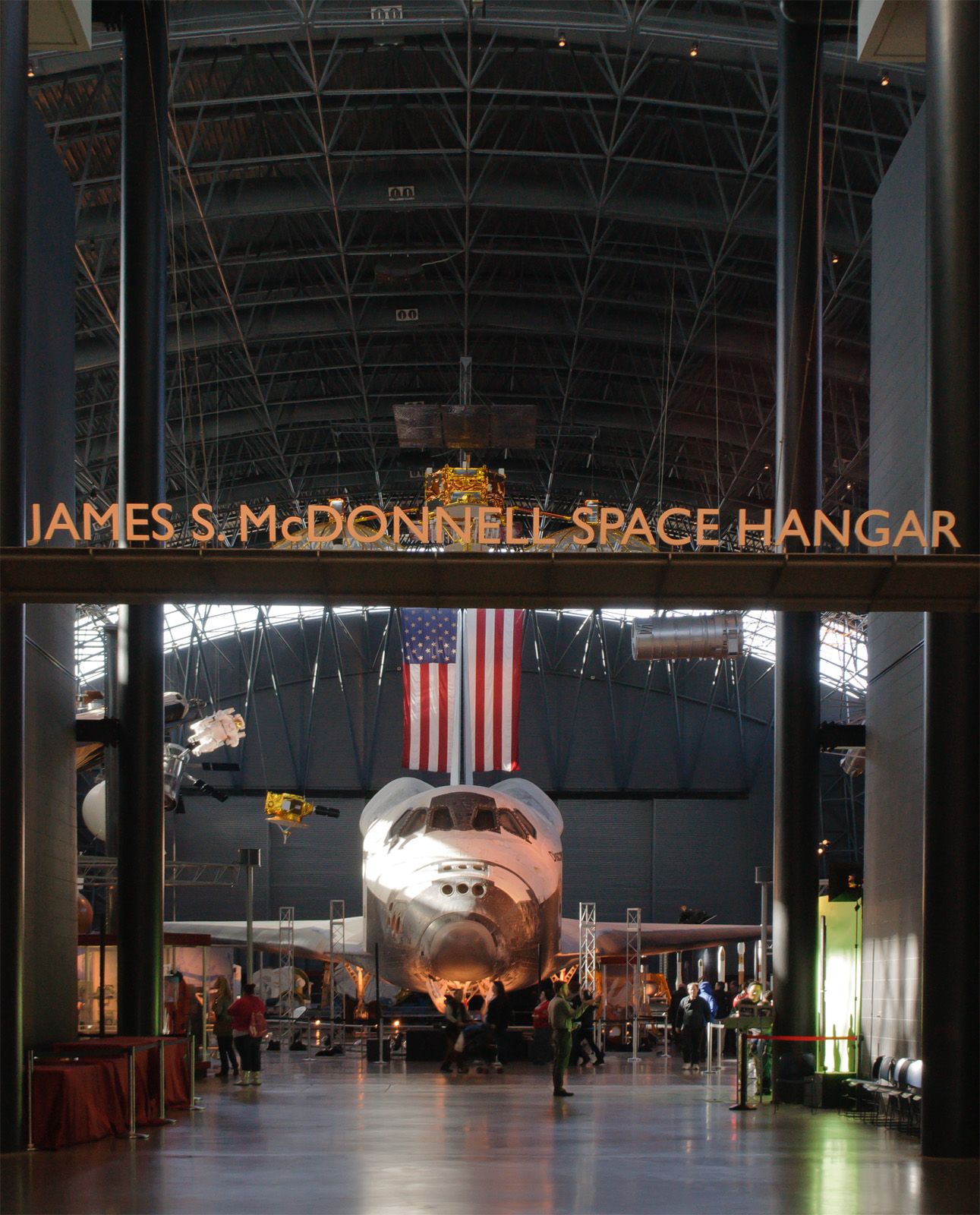
O Discovery em exibição no Museu do Ar e Espaço.

A última missão do Discovery foi a STS-133, que aconteceu no dia 24 de fevereiro de 2011 e consistiu em levar o Módulo de Logística Multifuncional Leonardo para ser atracado à Estação Espacial Internacional. Como programado, além do Discovery também estavam em fase de descontinuação o Endeavour e o Atlantis. O Endeavour fez a sua última missão no dia 16 de maio de 2011, na STS-134, em que levou ao espaço o Espectômetro Magnético Alpha para continuar a construção da Estação Espacial Internacional, já na reta final. Logo após, o Atlantis também fez a sua última missão, a STS-135, no dia 8 de julho de 2011, em que finalmente concluiu a construção da EEI após 13 anos de construção.
Em 12 de abril de 2011, a NASA anunciou os locais e as instalações para onde os quatro ônibus ainda existentes, Enterprise, Atlantis, Discovery e Endeavour, seriam exibidos permanentemente, após a conclusão do programa de ônibus espaciais dos Estados Unidos. O Discovery foi o primeiro a ser descomissionado, no dia 9 de março de 2011. A NASA encaminhou o Discovery ao Museu do Ar e Espaço do Instituto Smithsoniano para ser exibido e preservado, depois de um processo de descontaminação de um mês de duração, sendo então incluído na coleção nacional. O Discovery substitui o Enterprise, que já estava em exibição no Instituto Smithsoniano no Steven F. Udvar-Hazy Center, na Virginia, no entanto ele nunca foi usado em missões na órbita da Terra. O Discovery foi transportado para o Aeroporto Internacional Washington Dulles em 17 de abril de 2012, a bordo de um Boeing 747-100, e foi transferido para o Udvar-Hazy no dia 19 de abril, onde uma cerimônia de boas-vindas foi realizada.

## Estatísticas
| Estatísticas de Voo | Estatísticas de Voo | Estatísticas de Voo | Estatísticas de Voo | Estatísticas de Voo | Estatísticas de Voo | Estatísticas de Voo | Estatísticas de Voo  | Estatísticas de Voo | Estatísticas de Voo     | Estatísticas de Voo | Estatísticas de Voo         |
| ------------------- | ------------------- | ------------------- | ------------------- | ------------------- | ------------------- | ------------------- | -------------------- | ------------------- | ----------------------- | ------------------- | --------------------------- |
| Ônibus              | Designação          | Voos                | Dias de voo         | Órbitas             | Voo mais longo      | Primeiro voo        | Primeiro voo         | Último voo          | Último voo              | Ações na Mir/ISS    | Fontes                      |
| Ônibus              | Designação          | Voos                | Dias de voo         | Órbitas             | Voo mais longo      | Voo                 | Data                 | Voo                 | Data                    | Ações na Mir/ISS    | Fontes                      |
| Discovery           | OV-103              | 39                  | 364d 22h 39m 29s    | 5,830               | 15d 02h 48m 08s     | STS-41-D            | 30 de agosto de 1984 | STS-133             | 24 de fevereiro de 2011 | 1 / 13              | [ 42 ] [ 43 ] [ 44 ] [ 45 ] |